# Jean-Pierre Beckius

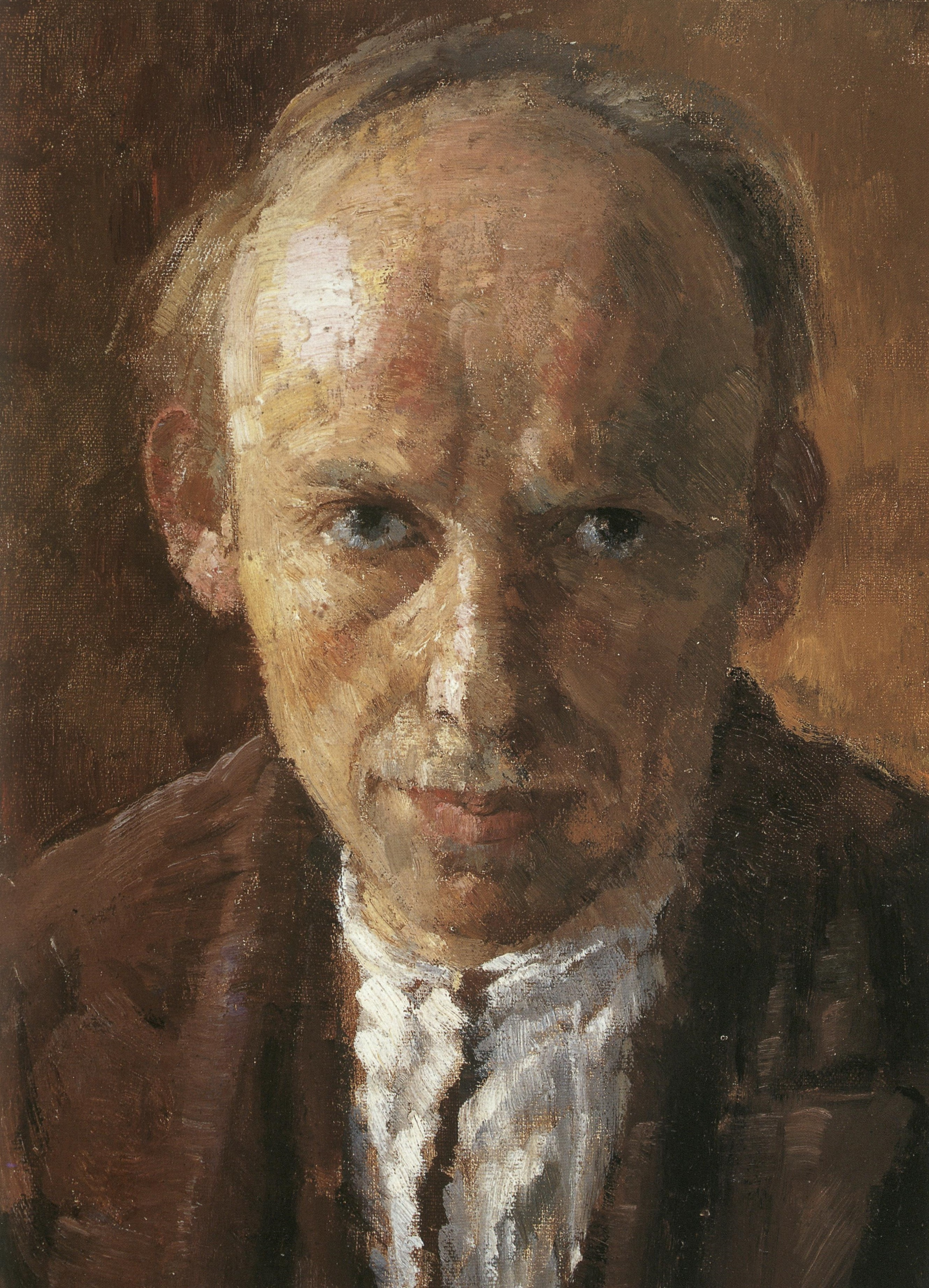
Jean-Pierre Beckius, Selbstporträt (ca. 1930)

Johann Peter (Jean-Pierre) Beckius (* 4. August 1899; † 11. Dezember 1946) war ein in Luxemburg geborener Maler.
Er war ein Anhänger der Impressionisten, die er von 1919 bis 1926 in Paris studierte. Er unternahm auch ausgedehnte Reisen nach Italien (Neapel und Rom, 1928–1930) und in die Niederlande (1933–1934).

## Leben
Jean-Pierre Beckius wurde in eine Winzerfamilie geboren. 1919 ging er nach Paris, wo er sieben Jahre lang lebte. Er besuchte die École nationale supérieure des beaux-arts. Er studierte Porträtmalerei bei Fernand Cormon. Beckius wurde stark von Corot und dem Impressionismus beeinflusst.
Mit finanzieller Hilfe von Joseph Bech reiste Beckius zwischen 1928 und 1930 durch Italien. 1933 heiratete Beckius Gabrielle Breyer aus Arel.
1942 wurde er Mitglied der Nationalsozialistischen Volkswohlfahrt und Ende 1943 war er in der Reichskulturkammer, einer Vereinigung Kulturschaffender im Dritten Reich.

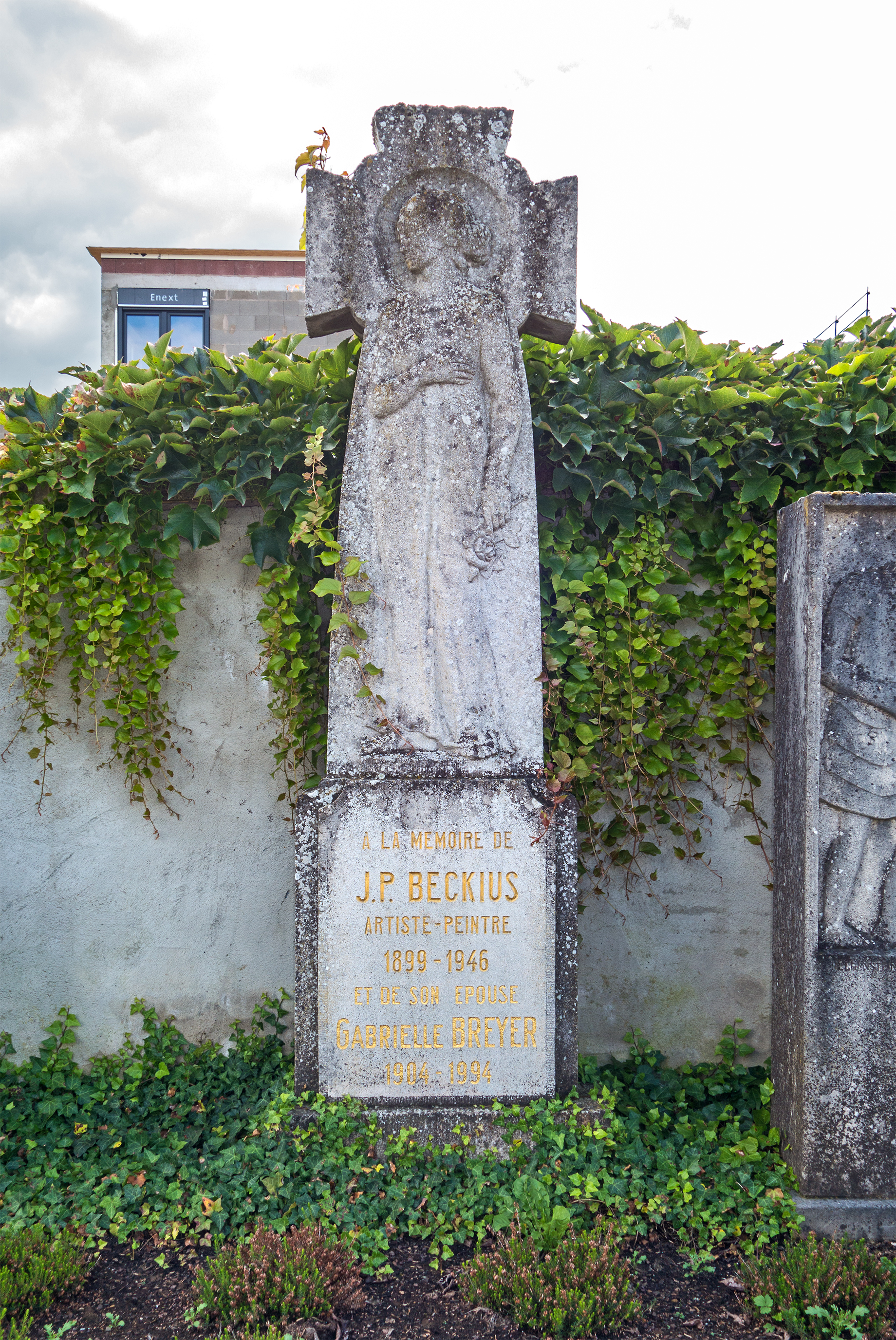
Das Grab von J.P. Beckius auf dem Friedhof in Mertert (2016)

## Werke
Beckius' Werke sind sehr vielseitig. Er ist bekannt für seine Landschaften, darunter wahrscheinlich Mosellandschaften, aber er malte auch viele Wälder mit Bächen, Landschaften mit Mooren, Feldern und Gärten und malte auch gerne einzelne Bäume. Beckius malte auch eine große Anzahl von Porträts. Er porträtierte häufig seine Mutter, seine Frau, seinen Bruder und seine Kinder, aber er malte auch die Menschen und Kinder aus dem Dorf.

## Ausstellungen
- 1931 Galerie Bradké, Luxemburg – Ausstellung italienischer Malerei.
- 1935 Galerie Bradké, Luxemburg – Ausstellung niederländischer Malerei.
- 1947: J.-P. Beckius: Samen und Ernte.
- 1967: J.-P. Beckius: Retrospektive Ausstellung. Luxemburg: Staatliches Museum, 1967.
- 1996/97: Jean-Pierre Beckius 1899–1946: Gemälde. Luxemburg: Nationalmuseum für Geschichte und Kunst.
- 2006: Jean-Pierre Beckius im Kulturzentrum Mertert.
- 2024–2025: Jean-Pierre Beckius. Ausstellungs Katalog: Beckius (1899–1946) Eindrücke von hier und dort. Villa Vauban Luxemburg.